# Greg Grainger
Greg Grainger (ur. 11 września 1970) – australijski judoka.
Brązowy medalista mistrzostw Oceanii w 1990. Brązowy medalista mistrzostw Australii w 1991 roku.